# Jours fériés en Union soviétique
Les jours fériés en Union soviétique sont des jours de commémoration d'événements historiques particuliers ou de signification socio-politique. Fériés dans l'ensemble de l'Union soviétique, ils ont une influence considérable sur le développement de l'État et de la société.

## Journées les plus importantes
L'Union soviétique comptait plus de trente jours fériés, mais le tableau ne présente que les plus importantes.
| Date        | Titre                                                     | Note |
| ----------- | --------------------------------------------------------- | --- |
| 1er janvier | Jour de l'an                                              | |
| 23 février  | Jour de l'armée et de la marine de l'Union soviétique     | La date de cette fête est choisie en l'honneur des victoires de l'Armée rouge sur les forces de l'Allemagne impériale en 1918. Dans la Russie moderne ce jour est appelé « Jour du défenseur de la Patrie » |
| 8 mars      | Journée internationale de la femme                        | |
| 12 avril    | Journée des cosmonautes                                   | Jour du lancement du premier homme dans l'espace, Youri Gagarine en 1961. |
| 1er mai     | Journée internationale des travailleurs                   | Célébrée pendant deux jours. Dans la Russie moderne elle est appelée « Jour du travail ». |
| 9 mai       | Jour de la Victoire                                       | Célèbre le jour de la fin des hostilités avec l'Allemagne nazie durant la Seconde Guerre mondiale en 1945 (1 jour après la reddition officielle de celle-ci).                                               |
| 7 octobre   | Jour de la constitution de l'URSS                         | Jour de la Constitution de l'URSS de 1977. |
| 7 novembre  | Anniversaire de la grande révolution socialiste d'Octobre | Célébration en l'honneur de la Révolution d'Octobre de 1917. |
| 5 décembre  | Jour de la Constitution de l'URSS                         | Le jour de l'adoption de la constitution stalinienne de 1936, a été célébré avant l'adoption de la Constitution de 1977.                                                                                    |